# Přírodní park Železná vrata
Přírodní park Železná vrata (rumunsky Parcul Natural Porțile de Fier) je soubor chráněných území v Rumunsku, nacházejících se podél levého břehu průlomového údolí Železná vrata. Území o ploše 1 157 km² tvoří spolu se srbským Národním parkem a geoparkem Džerdap systém ochrany okolí světoznámé dunajské soutěsky o celkové ploše 2 487 km². Byl vyhlášen v roce 2000.

## Lokalizace
Park se nachází v jihozápadním Rumunsku. Jeho jižní hranicí je rumunský břeh Dunaje, východním bodem je město Drobeta Turnu-Severin v župě Mehedinți, na západě začíná u města Socol v župě Caraș-Severin. Severní hranice se pohybuje zhruba 20 km od Dunaje. Maximální nadmořské výšky 968 metrů dosahuje hora Teiul Moşului. Reliéf tvoří pohoří Banát, pohoří Mehedinți a část náhorní plošiny Mehedinți. Nejznámějším masivem je Ciucarul Mare, který tvoří nejdelší a nejvyšší kolmou stěnu v Kazanské soutěsce.

## Obyvatelstvo a ekonomika

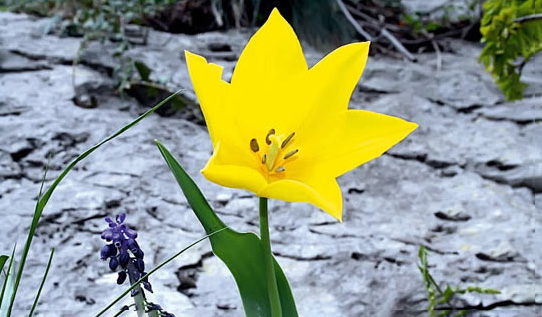
Tulipán banátský (Tulipa hungarica)

Podle údajů z roku 2010 obývá oblast přírodního parku kolem 45 000 obyvatel, z toho přes 12 000 žije ve městě Oršava. Hustota zalidnění je velmi nízká a pohybuje se kolem 45 obyvatel na km². Hlavní národností jsou Rumuni s 81 % a Srbové s 11,3 %, žijící převážně v západní části. Třetí nejpočetnější národností jsou Čechové, kteří obývají v Čechách populární vesnice a tvoří kolem 5% místního obyvatelstva. Národnostní skladbu doplňují Cikáni, Maďaři, Němci, Ukrajinci, Bulhaři a několik Slováků.  
28 500 ha obdělávané plochy představuje 24,6 % plochy parku. Struktura zemědělské plochy je následující: pastviny 15,20 %, orná půda 11,91 %, louky pro senoseč 6,65 %, vinice a sady 0,88 %. Většinu obdělávané plochy tvoří mýtné lesy.
Železniční úsek na území parku vede z Drobeta-Turnu Severin do Oršavy a Toplețu, podél této tratě vede část mezinárodní silnice E70. Místní silnice DN57 vede z Oršavy do Moldova Veche a většina vede podél Dunaje, takže je mimořádně turisticky využívanou trasou, poskytující pohledy na všechny úseky údolí. Pravidelná říční doprava na úseku Drobeta Turnu-Severin, Orsova, Moldova Veche a Drencova je vytížena především v turistickém období.
Největším podnikem na území parku jsou loděnice v Oršavě a především elektrárna Železná vrata.
Nejvýznamnější ekonomický potenciál tvoří turistický ruch mimořádně velkolepého údolí Železná vrata.

## Ochrana přírodního bohatství
Součástí parku je 18 chráněných území s různými stupni ochrany.  Předmětem ochrany jsou objekty botanického, zoologického, lesnického a paleontologického charakteru. Zvláštní pozornost je věnována mokřadním biotopům (Moldova Veche, Calinovat, Pojejena). Nejvyšší ochrany se dostává endemickému tulipánu banátskému, který vykvétá pouze na jižní stěně Ciucarul Mare.